# Adamo Zanelli
Adamo Zanelli (Pieve di Rivoschio, 1º gennaio 1899 – Forlì, 10 ottobre 1970) è stato un politico, antifascista e partigiano italiano.

## Biografia
Di professione fabbro, partecipò al Primo conflitto mondiale e nel dopoguerra fu un antifascista militante tanto che fu costretto nel 1921 ad emigrare in Francia, dove già risiedeva una parte della sua famiglia. Zanelli lavorò come operaio a Hussigny e si iscrisse al Partito Comunista Francese, di cui fu segretario della federazione locale.
Espulso dalla polizia transalpina nel 1923, da quel momento Zanelli ricevette altri quattro espulsioni dalla Francia, inframmezzate da passaggi in Belgio, Lussemburgo, Italia (nel 1925, solo per sposarsi) e Svizzera: a Basilea egli divenne dirigente del Soccorso Rosso Internazionale e lavorò per sei anni, dopo di che fu arrestato e imprigionato con l'accusa di aver reclutato volontari alle Brigate internazionali durante la guerra civile spagnola.
Tornato clandestinamente in Francia, fu arrestato nel 1940 dalla polizia di Vichy e condannato a tre anni di confino per attività sovversiva. Nell'ottobre del 1942 venne estradato in Italia per poi essere liberato nell'estate successiva. Zanelli divenne un comandante partigiano col nome di battaglia "Giovanni". Si adoperò soprattutto a Forlì, Cusercoli e Pieve di Rivoschio, impegnandosi per la costruzione della 8ª Brigata Garibaldi Romagna.
Nel dopoguerra fu segretario della Federazione comunista di Forlì, vice segretario del Comitato regionale veneto del Partito Comunista Italiano e quindi ispettore dell'apparato centrale del partito. Nel 1959 si trasferì temporaneamente in Belgio, dove subì l'ultimo arresto politico della sua vita, mentre l'anno seguente andò in pensione e si ritirò a vita privata.

## Opere
- Adamo Zanelli, La lotta di Liberazione in Italia e la Resistenza nel forlivese, Bologna, Editrice Galileo, 1966